# Пески (Санкт-Петербург)
Пески́ — исторический район Санкт-Петербурга, располагающийся на месте Советских улиц (раньше Рождественских улиц), а также пересекающих их Мытнинской и Дегтярной улиц, Суворовского, Греческого и Лиговского проспектов.
Этимология района восходит к песчаной гряде, протянувшейся вдоль Лиговского проспекта и доходившей до Суворовского проспекта, Невы, и далее по Охте. Гряда эта являлась отложением бывшего на этом месте моря. Район Песков был самым высоким в городе местом и никогда не затоплялся во время наводнений.

## История
В XII—XIII веках по территории Песков проходила дорога между Великим Новгородом и селом Спасским, располагавшимся на месте нынешнего Смольного.

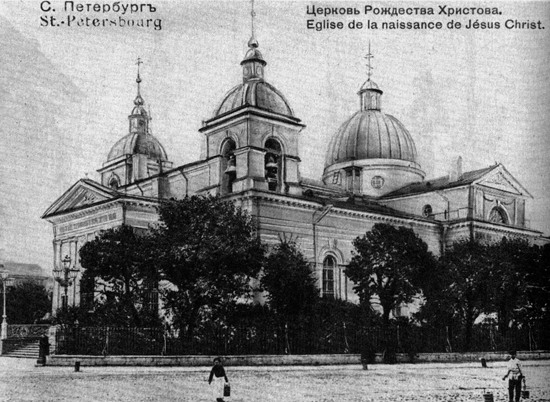
Церковь Рождества Христова на Песках на почтовой открытке

К середине XVIII века здесь возникла слобода с Церковью Рождества Богородицы в центре. По названию церкви весь район получил название Рождественского.
В 1730—1740 годы из района Смольного двора через поросшую лесом территорию Песков была прорублена просека по направлению к Невской першпективе, которая позже превратилась в Суворовский проспект.
С XVIII века в районе Песков находилась военная слобода, где размещались армейские и гвардейские полки.
Сапёрный, Артиллерийский переулки получили название от них.
Там, где располагается сад Чернышевского, был Мытный двор, где взимали пошлину с привозимых на продажу в город товаров. На Песках также размещались различные торговые склады и торговые ряды. Тележная улица получила своё название от «тележных лавок», торгующих телегами, колёсами, оглоблями.
В XVIII веке на Песках находились ремесленные слободы плотников, столяров, выписанных в город из монастырских вотчин Новгорода, Боровичей и Старой Руссы для строительства Александро-Невского монастыря. Отсюда берут названия Новгородская улица и Старорусская улица.
Вплоть до начала XXI века простояли казармы Преображенского полка, имевшие свой сад и тир. В 2000-е годы казармы, бывший объект культурного наследия, снесли, на их месте появился бизнес-центр и жилой комплекс.

## Население
Основную часть населения Песков составляли мещане и ремесленники, которые занимались подённой работой, торговлей, держали постоялые дворы, перевозы через Неву.